# La jungla (pel·lícula de 2017)
La jungla (títol original en anglès, Jungle) és una pel·lícula biogràfica de supervivència del 2017, basada en la història real del viatge de l'aventurer israelià Yossi Ghinsberg a la selva amazònica el 1981. Dirigida per Greg McLean i escrita per Justin Monjo, la pel·lícula és protagonitzada per Daniel Radcliffe com a Ghinsberg, amb Alex Russell, Thomas Kretschmann, Yasmin Kassim, Joel Jackson i Jacek Koman en papers secundaris. S'ha doblat i subtitulat al català.
Es va filmar al Mont Tamborine, a la Gold Coast de Queensland. El rodatge principal va començar el 19 de març de 2016 i va acabar el 13 d'abril de 2016.
La pel·lícula es va estrenar al Festival Internacional de Cinema de Melbourne el 3 d'agost de 2017. Va ser estrenar a Austràlia el 9 de novembre de 2017 a càrrec d'Umbrella Entertainment.
Stefan Duscio va ser nominat a la millor fotografia als VII premis AACTA .